# Bupleurum alpinum
Bupleurum alpinum är en flockblommig växtart som beskrevs av Carl Fredrik Nyman. Bupleurum alpinum ingår i släktet harörter, och familjen flockblommiga växter. Inga underarter finns listade i Catalogue of Life.